# Estatut d'Autonomia de Castella - la Manxa
El Estatut d'Autonomia de Castella-la Manxa és la norma institucional bàsica de la Comunitat Autònoma de Castella-la Manxa. L'Estatut d'Autonomia regula els òrgans d'autogovern d'aquesta regió, anomenats de forma genèrica com a Junta de Comunitats de Castella-la Manxa.
La Llei Orgànica 9/1982 de 10 d'agost de l'Estatut d'Autonomia de Castella-la Manxa va ser aprovada per les Corts Generals i sancionada pel rei Joan Carles I i el president del Govern Leopoldo Calvo-Sotelo al Palau de Marivent (Palma) el 10 d'agost de 1982.

## Reformes
Ha estat reformat tres cops: en 1991, 19942019 i 1997 per a augmentar les competències autonòmiques i les atribucions del President de la Junta i comprèn 54 articles, organitzats en 6 títols, a més de les disposicions addicionals, transitòries, derogatòries i final.

### Reforma de 2007
El 29 de gener de 2007, el Ple de les Corts regionals de Castella-la Manxa va aprovar per unanimitat la reforma de l'Estatut d'Autonomia de Castella-la Manxa. El text està compost per 170 articles amb els quals la Comunitat Autònoma expressa les seves ànsies d'autogovern i que inclou un nou model de finançament i la caducitat, en 2015, del transvasament Tajo-Segura.
L'1 de febrer va ser dut a tràmit al Congrés dels Diputats, on va ser defensat pel portaveu del Grup Socialista a les Corts regionals, José Molina, i el diputat autonòmic del PP Leandro Esteban.